# بوستان انقلاب (کرمان)
بوستان انقلاب یکی از بوستان‌ های شهر کرمان است. یکی از چندین بوستان این استان محسوب می‌شود که گردشگران بسیاری اوقات فراغت خود را در آنجا سپری می‌کنند. بوستان انقلاب در سه فاز و در مساحت ۳۸۲۲۵ مترمربع در سال ۱۳۸۱ ه.ش به بهره‌برداری رسیده است.

## معرفی بوستان انقلاب
این بوستان در شرق کرمان و در نزدیکی منطقه تاریخی قلعه دختر قرار دارد. پستی‌وبلندی‌های بوستان انقلاب را با فضاسازی‌های زیبا و کاشت درختان متنوع به‌طوری آراسته‌اند که این بوستان را به مجموعه‌ای منحصربه‌فرد تبدیل کرده است. در فاز اول مجموعه بوستان انقلاب با نام بوستان ارفع فضاهایی شامل آسیاب آبی، آمفی‌تئاتر روباز و پمپ آب بادی ساخته‌اند. در فاز دوم که بوستان انقلاب نامیده می‌شود، تاریخچه صنعت آب، آب‌نما، دریاچه مصنوعی، رستوران و موزه دیرینه‌شناسی به چشم می‌خورد.